# Orquesta de Cámara de Israel

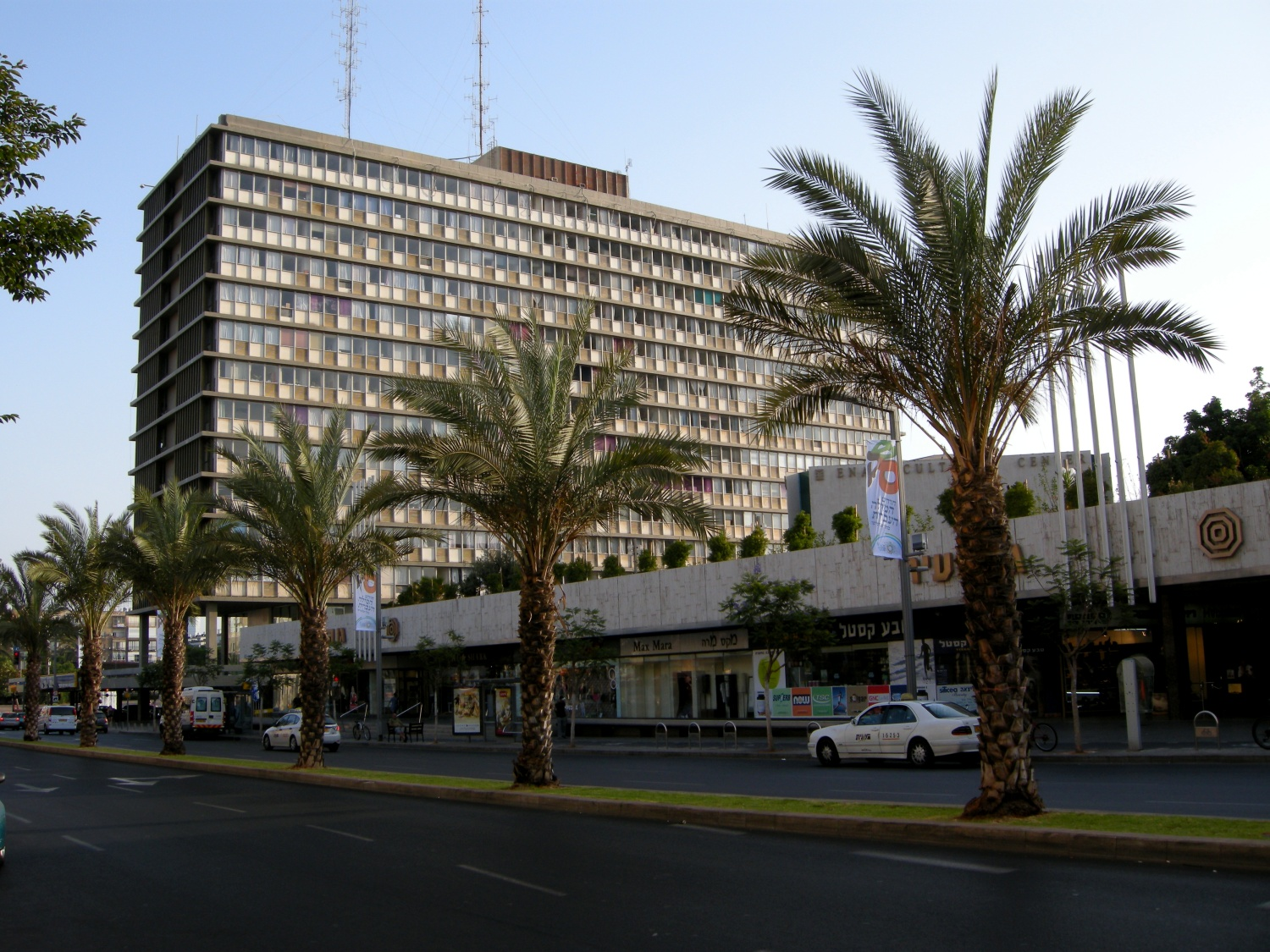
Municipio de Tel Aviv, principal financista de la Orquesta.

La Orquesta de Cámara de Israel (en hebreo: התזמורת הקאמרית) es una orquesta israelí basada en Tel Aviv-Jaffa. Su financiación proviene principalmente del Ministerio de Educación israelí y del municipio de Tel Aviv-Jaffa. La orquesta de cámara israelí ha grabado con discográficas como Chandos, Naxos Records (música de Alberto Ginastera), Musicmasters, Koch y Teldec (música de Arnold Schoenberg y de Piotr Ilich Chaikovski).
Gary Bertini fundó la orquesta en 1965 y fue su primer director artístico durante diez años. La primera aparición de la orquesta en los EE. UU. fue en Nueva York en 1969. Luciano Berio fue el director artístico en 1975. Rudolf Barshai lideró la orquesta desde 1976 hasta 1981. Otros directores de la orquesta han sido Uri Segal, Yoav Talmi (1984-1988) y Shlomo Mintz (1989-1993). Philippe Entremont fue director artístico desde 1995 hasta 1998 y ahora es el director de la orquesta.
Noam Sheriff fue el director musical desde 2002 hasta 2005. Gil Shohat sucedió a Sheriff como director artístico y como gestor en jefe desde 2005 hasta 2008. En 2009, Roberto Paternostro fue nombrado consejero musical de la orquesta y Elizabeth Wallfisch fue nombrada consejera del programa barroco. En febrero de 2003, Yoav Talmi regresó a la orquesta como director musical, pero renunció en 2014. Desde 2015 la orquesta ha sido dirigida por el director Ariel Zuckerman. 